# 赫瓦爾主教座堂
赫瓦爾主教座堂是位於克羅埃西亞城市赫瓦爾的一座羅馬天主教的教堂。教堂為哥特式建築。